# Jiang Mianheng
Jiang Mianheng (chinois simplifié : 江绵恒 ; chinois traditionnel : 江綿恆 ; pinyin : Jiāng Miánhéng), né le 1er avril 1951 à Shanghai, est le fils de Jiang Zemin, ancien secrétaire général du Parti communiste chinois et président de la république populaire de Chine. 

## Biographie
Jiang est un des cofondateurs de Grace Semiconductor Manufacturing Corporation, situé à Shanghai. Il est titulaire d'un doctorat en génie électrique de l'université Drexel située à Philadelphie, en Pennsylvanie, aux États-Unis, où son père est allé pour une visite en 1997. Jiang a également servi comme l'un des chercheurs chef pour le programme spatial chinois.
À son retour en Chine en 1993, Jiang Mianheng a dirigé un certain nombre de programmes nationaux de recherche en énergie alternative et d'autres technologies: « liquéfaction, voitures électriques, réseaux de téléphonie mobile, accélérateurs de particules, vaisseaux spatiaux et les satellites lunaires, de charbon » et des réacteurs à thorium liquide de fluorure.
En 2007, il a échoué à remporter sa nomination en tant que délégué au XVIIe congrès du Parti. Reuters a indiqué qu'il s'agissait d'un signe que la clique de Shanghai sous l'égide de son père avait perdu son pouvoir. 
Il a été l'un des vice-présidents de l'Académie chinoise des sciences de 1999 jusqu'en novembre 2011. Puis Jiang Mianheng a été démis de son poste et accusé de corruption et de détournement de fonds.
Il a été nommé à la tête de l’université des sciences et technologies de Shanghai en février 2014.  